# 白须隐蜂鸟
白须隐蜂鸟（学名：Phaethornis yaruqui）是雨燕目蜂鸟科的一种鸟类。
白须隐蜂鸟体重约5.4克，翼长约59.5毫米，嘴峰长约45.6毫米，喙宽度约2.6毫米，喙厚度约2.7毫米，跗蹠长约5毫米，尾长约53.8毫米。白须隐蜂鸟在其分布区内为留鸟，其栖息在密集的高大树木组成的森林中，食性为草食性，主要食物来源是植物的花蜜。
白须隐蜂鸟分布于哥伦比亚和厄瓜多尔。该物种是单型物种，没有亚种分化。